# Harrachov
Harrachov (njemački: Harrachsdorf) je grad u sjevernoj Češkoj u pokrajini Liberečki kraj.

## Zemljopis
Nalazi se na rijeci Mumlavi, lijevoj pritoci Jizere, u gorju Krkonoše u Sudetima, čiji vrhovi čine granicu između Češke i Poljske, u blizini izvora Labe.
Smješten na nadmorskoj visini od 700 m, Harrachov je jedno od najpopularnijih čeških skijaških odredišta, uključujući i kompleks skijaških skakaonica Čerťák (u kojem se nalazi i letaonica); nekoliko natjecanja u zimskim sportovima redovno se održava u ovom gradu. Cijeloj regiji svakodnevno raste značaj za planinski turizam u Srednjoj Europi.
Europski put E65 iz Praga prolazi kroz Harrachov, a zatim ide preko granice u Szklarsku Porębu u blizini sela Jakuszyca.

## Povijest
Prvi pisani spomen Harrachova datira iz 17. stoljeća kad su njemački doseljenici osnovali ovdje selo Dörfl. 1712. izvjesni Elias Müller iz susjednog Rýžovišta dobio je privilegiju od lokalnog zemljoposjednika, grofa Aloysa Thomasa Raimunda von Harracha, da ovdje otvori staklariju, nakon čega je susjedno naselje preimenovano u Harrachsdorf.
Od kraja 19. stoljeća Harrachsdorf je bio poznat po proizvodnji stakla, tekstilnoj industriji i rudarstvu. Na početku 20. stoljeća industrijsku proizvodnju poduprla je izgradnja zupčaste pruge između Tannwalda (Tanvald) u povjesnoj pokrajini Češkoj preko Izerske pruge do Hirschberga (današnja Jelenia Góra) u Šleskoj. Činjenica da je najbliže zaustavljanje vlaka u zaseoku Strickerhäuser bilo iza granice Austro-Ugarske s Njemačkim carstvom nije bila veća prepreka u to vrijeme.
Nakon Drugog svjetskog rata šleske zemlje na sjeveru pripale su Poljskoj prema Potsdamskom sporazumu i granica je zatvorena. Njemačko stanovništvo je prognano, a njegova imovina zaplijenjena prema Benešovim dekretima. 1947. U Harrachovu su živjela 1553 stanovnika. Vlakovi iz Tanvalda morali su svoj put završavati u Kořenovu, a vlakovi iz Jelenije Góre išli su do Jakuszyca (bivšeg Jakobsthala), na sjevernoj strani Novosvjetskog prolaza. Umjesto da otvore granicu, komunističke vlasti u Čehoslovačkoj i Poljskoj dogovorile su razmjenu teritorija. 1959. Čehoslovačka je dobila područje oko nekadašnjeg Strickerhäusera (polj. Tkacze; današnji Mýtiny), što joj je omogućilo da zupčastu prugu Tanvald-Kořenov produži do periferije Harrachova, dok je njen sjeverni ogranak zapušten. Poljska je dobila kompenzaciju u vidu područja sjeverno od Mrtvog vrha.
Harrachov je, zajedno s prvobitno nezavisnim selima Nový Svět (Neuwelt) i Rýžoviště, postao grad 1973. godine. Prekogranični željeznički saobraćaj ponovo je uspostavljen 2010.

## Vanjske poveznice
- Službena stranica (češ.) (engl.)

### Ostali projekti
|  | Zajednički poslužitelj ima još gradiva o temi Harrachov |